# Witold Andruszkiewicz
Witold Andruszkiewicz (ur. 29 września 1917 w Omsku, zm. 28 października 2014 w Gdańsku) – polski ekonomista, profesor w dziedzinie ekonomiki portów morskich i żeglugi.

## Życiorys
Urodził się w Omsku, w rodzinie Antoniego i Adeli z domu Waszkiewicz. Po odzyskaniu przez Polskę niepodległości przybył z rodziną w jej granice w 1922 roku. Studia rozpoczął w Akademii Handlowej w Poznaniu w 1937 roku – ukończył je z tytułem magistra nauk ekonomiczno-handlowych w 1946 roku. Od 1947 roku należał do PPS, a od 1948 – do PZPR. W latach 1947–1952 wykładał w Wyższej Szkole Handlu Morskiego w Sopocie – do usunięcia z uczelni. W tym czasie uczestniczył w (zlikwidowanym w 1952) seminarium doktoranckim prof. Leona Koźmińskiego w Szkole Głównej Planowania i Statystyki.
W latach 1957–1961 pełnił funkcję dyrektora ds. eksploatacji Portu Gdynia, następnie tworzył Zakład Portów Instytutu Morskiego w Gdańsku. W 1962 roku uzyskał stopień doktora nauk ekonomicznych. Od 1971 roku profesor nauk ekonomicznych. Pełnił funkcje członka władz naczelnych Polskiego Towarzystwa Ekonomicznego oraz prezesa gdańskiego oddziału PTE.
Według opracowanej przez niego koncepcji zbudowano w Świnoujściu głębokowodny port dla statków o nośności 65 tys. ton oraz Port Północny w Gdańsku dla statków o nośności 150 tys. ton. Opracował też koncepcje:
- budowy Portu Wschodniego w Gdańsku,Grób prof. Witolda Andruszkiewicza na cmentarzu Łostowickim w Gdańsku

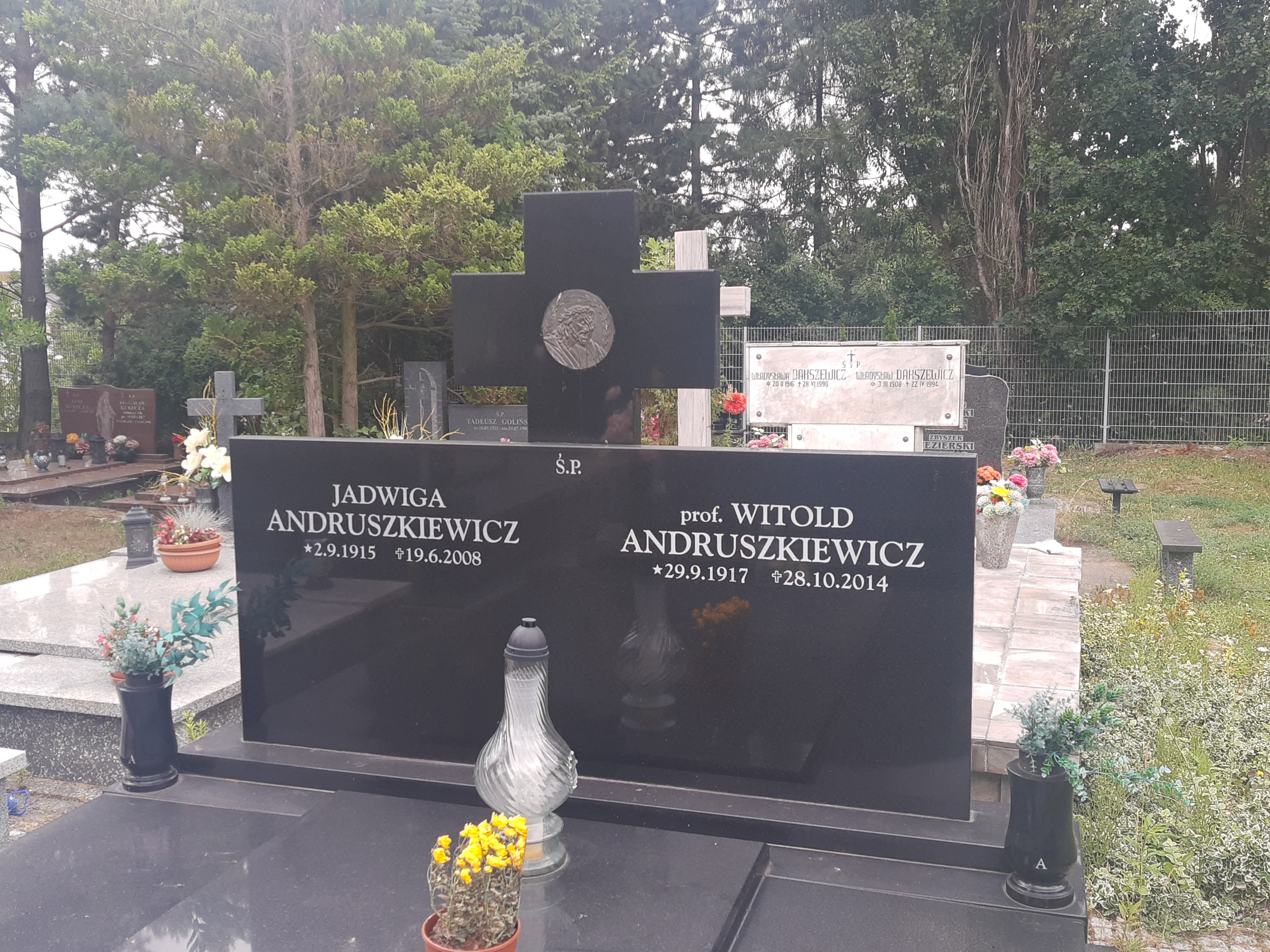
Grób prof. Witolda Andruszkiewicza na cmentarzu Łostowickim w Gdańsku

- powiązania Transeuropejskiej Autostrady Północ Południe (A-1) z liniami żeglugowymi Bałtyku (1972),
- centralnego, portowego terminalu autostrady A-1 w Gdańsku Wiślince na południowym brzegu Martwej Wisły,
- zagospodarowania portów: Świnoujście, Darłowo, Tolkmicko, Krynica Morska, Puck,
- rachunku ciągnionego efektywności ekonomicznej budowy kanału żeglugowego na Mierzei Wiślanej.

Autor ponad 500 publikacji z dziedziny ekonomiki portów morskich i żeglugi.
Był wykładowcą w Bałtyckiej Wyższej Szkole Humanistycznej w Koszalinie i Gdańskiej Wyższej Szkole Humanistycznej. Do ostatnich lat życia był aktywny zawodowo: wykładał w Wyższej Szkoły Bezpieczeństwa w Poznaniu oraz w Europejskiej Szkole Hotelarstwa, Turystyki i Przedsiębiorczości – Szkole Wyższej w Sopocie. Wykładał także w Wyższej Szkole Bankowej w Gdańsku oraz na Politechnice Gdańskiej. W 2009 roku uznany przez „Gazetę Wyborczą” najstarszym czynnym zawodowo profesorem w Polsce.
Zmarł w Gdańsku, pochowany na cmentarzu Łostowickim (kwatera 116-6-10). 

## Ordery i odznaczenia
- Krzyż Komandorski z Gwiazdą Orderu Odrodzenia Polski (1997)[2]
- Krzyż Komandorski Orderu Odrodzenia Polski (1985)[2]
- Krzyż Kawalerski Orderu Odrodzenia Polski
- Złoty Krzyż Zasługi
- Srebrny Krzyż Zasługi (1952)[7]
- Medal Komisji Edukacji Narodowej
- Medal Księcia Mściwoja II (1999)[8]

## Upamiętnienie
W 2015 imieniem prof. Witolda Andruszkiewicza nazwano jedną z gdańskich ulic, położoną w okolicy Portu Północnego.